# Церква Святого Рівноапостольного Князя Володимира Великого (Ліски)
Церква Святого Рівноапостольного Князя Володимира Великого — парафія і храм Збаразького благочиння Тернопільської єпархії Православної церкви України в селі Ліски Тернопільського району Тернопільської области.

## Історія церкви
12 січня 1992 року архієпископ Тернопільський і Бучацький Василій з собором священників освятив наріжний камінь під майбутній храм. Навесні того ж року розпочалося будівництво, яке фінансувалося за добровільні пожертви колгоспу ім. Б. Хмельницького та спиртозаводу.
Храм мурований з білої цегли, всередині тинькований і має три куполи. Цегляна дзвіниця є двоярусною, з трьома наскрізними отворами для дзвонів. Храм складається з трьох частин: центральної, притвору та вівтаря (де розташовані хори).

## Парохи
- о. Олег Басок.